# استاد (فیلم ۲۰۱۲)
استاد (به انگلیسی: The Master) فیلمی در ژانر درام و ساخته کارگردان آمریکایی پل تامس اندرسن است. در این فیلم واکین فینیکس، فیلیپ سیمور هافمن و امی آدامز نقش‌آفرینی کرده‌اند.
فیلم داستان یک سرباز سابق نیروی دریایی به نام فردی کوئل را روایت می‌کند که بعد از جنگ جهانی دوم به خانه باز می‌گردد و خود را درگیر مشکلات روانی خود می‌بیند، فردی به دلیل اختلالات روانی خود از جامعه گریزان و با شخصی به نام «لنکستر داد» آشنا می‌شود، لنکستر به عنوان استاد فردی، سعی می‌کند او را با روش‌های متافیزیکی مخصوص خود درمان کند...
فیلم استاد به طور کلی به بررسی روابط و تقابل بین قوه عقل و غریزه در انسان، می‌پردازد، فیلم همچنین دارای اشارات مستقیمی به فرقه ساینتولوژی می‌باشد.
موسیقی فیلم نیز ساخت جانی گرینوود از نوازندگان گروه راک ریدیوهد می‌باشد که قبلاً در فیلم خون به پا خواهد شد هم با اندرسن همکاری کرده بود.

## جوایز
فیلم استاد، عملکرد بسیار خوبی در بخش بازیگری از خود نشان داد، هر سه بازیگر اصلی این فیلم (فینیکس، هافمن، آدامز) در هشتاد و پنجمین دوره جوایز اسکار نامزد دریافت جایزهٔ اسکار بودند اما در نهایت هیچ‌یک برندهٔ این جایزه نشدند.